# Alcalà de Xivert
Alcalà de Xivert é um município da Espanha na província de Castelló, Comunidade Valenciana. Tem 167,6 km² de área e em 2021 tinha 6 691 habitantes (densidade: 39,9 hab./km²).

## Demografia
| Variação demográfica do município entre 1991 e 2004 | Variação demográfica do município entre 1991 e 2004 | Variação demográfica do município entre 1991 e 2004 | Variação demográfica do município entre 1991 e 2004 |
| --------------------------------------------------- | --------------------------------------------------- | --------------------------------------------------- | --------------------------------------------------- |
| 1991                                                | 1996                                                | 2001                                                | 2004                                                |
| 4786                                                | 4915                                                | 5682                                                | 6449                                                |